# Nagroda im. Andrzeja Woyciechowskiego
Nagroda Radia ZET im. Andrzeja Woyciechowskiego – jedna z nagród dziennikarskich w Polsce. Przyznawana jest dorocznie za najlepszy materiał dziennikarski, którego autor miał odwagę łamać stereotypy, wykraczać poza schematy i zaglądać „za kulisy” otaczającej nas rzeczywistości. Po raz pierwszy została wręczona w 2005 roku, w 10. rocznicę śmierci Andrzeja Woyciechowskiego, twórcy Radia ZET. W kapitule nagrody zasiadają szefowie i reprezentanci głównych polskich mediów oraz członek rodziny Andrzeja Woyciechowskiego.
Od 2005 roku jako Nagroda wręczana jest statuetka wykonana z posrebrzanego brązu, jej projektantem i wykonawcą jest krakowski rzeźbiarz Marek Stankiewicz.  

## Laureaci
| rok  | laureaci                                        | nagrodzony materiał |
| ---- | ----------------------------------------------- | --- |
| 2024 | Renata Kim                                      | Cykl artykułów o działalności Collegium Humanum                                                                          |
| 2023 | Justyna Suchecka, Piotr Szostak                 | Artykuł Willa plus. Publiczne pieniądze dla organizacji bliskich PiS. Lista                                              |
| 2022 | Paweł Reszka                                    | Cykl reportaży z ogarniętej wojną Ukrainy                                                                                |
| 2021 | Marcin Gutowski                                 | Reportaż Don Stanislao. Druga twarz kardynała Dziwisza                                                                   |
| 2020 | Judyta Watoła, Wojciech Czuchnowski             | Cykl artykułów o rażących nieprawidłowościach przy zakupie maseczek i respiratorów przez Ministerstwo Zdrowia            |
| 2019 | Tomasz Sekielski, Marek Sekielski               | Film dokumentalny Tylko nie mów nikomu                                                                                   |
| 2018 | Bertold Kittel, Anna Sobolewska, Piotr Wacowski | Reportaż Polscy neonaziści                                                                                               |
| 2017 | Wojciech Bojanowski                             | Reportaż Śmierć na komisariacie                                                                                          |
| 2016 | Iwona Szpala, Małgorzata Zubik                  | Cykl artykułów o aferze reprywatyzacyjnej w Warszawie                                                                    |
| 2015 | Bianka Mikołajewska                             | Cykl artykułów poświęconych nieprawidłowościom i patologiom systemu SKOK-ów                                              |
| 2014 | Grzegorz Sroczyński                             | Cykl rozmów z „ojcami założycielami” III RP, m.in. z Marcinem Królem, Janem Krzysztofem Bieleckim i Karolem Modzelewskim |
| 2013 | Mariusz Szczygieł                               | Reportaż Śliczny i posłuszny – Duży Format                                                                               |
| 2012 | Wawrzyniec Smoczyński                           | Cykl publikacji wnikliwie przedstawiających tematykę polityki i gospodarki międzynarodowej                               |
| 2011 | Andrzej Poczobut                                | Cykl artykułów nt. dyktatury na Białorusi                                                                                |
| 2010 | Paweł Reszka i Michał Majewski                  | Cykl artykułów nt. katastrofy smoleńskiej                                                                                |
| 2009 | Ewa Ewart                                       | Filmy dokumentalne w TVN24                                                                                               |
| 2008 | Ewa Stankiewicz i Anna Ferens                   | Film Trzech kumpli |
| 2007 | Adam Wajrak                                     | Cykl artykułów o Dolinie Rospudy                                                                                         |
| 2006 | Tomasz Sekielski i Andrzej Morozowski           | Odznaczenie Krzyżem Zesłańców Sybiru generała Wojciecha Jaruzelskiego                                                    |
| 2005 | Alicja Kos i Wojciech Cieśla                    | „Wędliny drugiej świeżości” – afera Constaru                                                                             |

## Nagroda Specjalna Radia ZET im. A. Woyciechowskiego „Dziennikarz 20-lecia”
21 października 2010 r. w warszawskiej Zachęcie redaktor naczelny „Polityki” – Jerzy Baczyński – został wybrany przez kapitułę „Dziennikarzem 20-lecia”. W swej przemowie Baczyński powiedział, że „odbiera tę nagrodę, jako nagrodę dla całego zespołu tygodnika”.
Nominowanych do zaszczytnego tytułu było kilku dziennikarzy. W finale znaleźli się, oprócz Baczyńskiego, Adam Michnik i Jacek Żakowski.
Wśród nominowanych do Nagrody Specjalnej Radia ZET „Dziennikarz 20-lecia” byli:

1. Jerzy Baczyński
2. Witold Gadomski („Gazeta Wyborcza”),
3. Tomasz Lis („Wprost”),
4. Adam Michnik („Gazeta Wyborcza”),
5. Monika Olejnik (Radio Zet, TVN24),
6. Mariusz Szczygieł („Gazeta Wyborcza”),
7. Teresa Torańska („Gazeta Wyborcza”),
8. Mariusz Walter (TVN),
9. Bronisław Wildstein („Rzeczpospolita”),
10. Piotr Zaremba („Polska The Times”),
11. Jacek Żakowski („Polityka”)[14].

Nagroda została ufundowana przez Radio Zet z okazji 20. rocznicy swojego istnienia. Przyznane zostało temu „który stał się symbolem niezależnego, obiektywnego i wolnego od nacisków dziennikarstwa”.
O przyznaniu Nagrody „Dziennikarza 20-lecia” zdecydowała kapituła złożona z redaktorów naczelnych reprezentujących m.in.: „Tygodnik Powszechny”,  „Politykę”, „Newsweek Polska”, „Wprost”, „Przekrój”, „Gazetę Wyborczą”, „Rzeczpospolitą”, „Dziennik Gazetę Prawną”, „Polskę The Times”, „Press”, TVP1 i TVP2, Telewizję Polsat, TVN, TVN24 i Radio Zet.
Na uroczystości wręczenia nagrody w warszawskiej Zachęcie obecny był prezydent RP Bronisław Komorowski.

## Nagroda Specjalna Radia ZET im. A. Woyciechowskiego „Dziennikarz dekady”
W 2019 r.  kapituła „Dziennikarzem dekady” uznała ex equo: Biankę Mikołajewską, Pawła Reszkę, Adama Pieczyńskiego. 
Wśród nominowanych do Nagrody Specjalnej Radia ZET „Dziennikarz dekady” byli:
1. Piotr Zaremba („Polska The Times”),
2. Mariusz Szczygieł („Gazeta Wyborcza”),
3. Wiesław Władyka,
4. o. Ludwik Wiśniewski,
5. Stefan Szczepłek,
6. Andrzej Stankiewicz (Onet),
7. Andrzej Skworz,
8. Krzysztof Skowroński,
9. Tomasz Sekielski,
10. Paweł Reszka,
11. Adam Pieczyński,
12. Monika Olejnik (Radio Zet, TVN24),
13. Bianka Mikołajewska (OKO.press),
14. Robert Mazurek,
15. Bertold Kittel,
16. Mariusz Janicki,
17. Wojciech Bojanowski,
18. Bożena Aksamit - pośmiertnie.

O przyznaniu Nagrody „Dziennikarza dekady” zdecydowała kapituła złożona z redaktorów naczelnych reprezentujących m.in.: Politykę”, Radio Zet,  „Rzeczpospolitą”, „Wprost”, „Press”, Telewizję Polsat,  „Dziennik Gazetę Prawną”, „Newsweek Polska”, „Fakt", „Gazetę Wyborczą”, Wirtualna Polskę,  TVN, „Tygodnik Powszechny”, TVN24, „Dziennik Zachodni”, Onet.